# Asier Illarramendi
Artikeln följer den spanska namnseden; faderns efternamn är Illarramendi och moderns efternamn Andonegi.
Asier Illarramendi Andonegi, född 8 mars 1990, är en spansk fotbollsspelare (defensiv mittfältare).

## Karriär
Den 12 juli 2013 värvades Illarramendi från Real Sociedad av Real Madrid, vilka han skrev på ett sexårskontakt med. Han gjorde sin debut den 14 september i en 2–2 bortamatch mot Villarreal.
Han fick dock ont om speltid. Efter 2 år i klubben flyttade han tillbaka till Sociedad.

## Meriter

### Real Madrid
- Uefa Champions League: 2013/2014
- Copa del Rey: 2013/2014
- Uefa Super Cup: 2014
- Världsmästerskapet i fotboll för klubblag: 2014